# Simona
Simona je žensko osebno ime.

## Izvor imena
Ime Simona je ženska oblika moškega osebnega imena Simon.

## Različice imena
- ženske različice imena: Simeona, Simeuna, Simi, Simica, Simka, Simonca, Simone, Simoni, Simonica, Simonda, Simonita, Simonka, Simuna
- moška različica imena: Simon

## Tujejezikovne različice imena
- pri Angležih: Simone
- pri Čehih: Simona
- pri Italijanih: Simona
- pri Madžarih: Szimonett
- pri Nemcih: Simone
- pri Nizozemcih: Simonne
- pri Slovakih: Simona

## Pogostost imena
Po podatkih Statističnega urada Republike Slovenije je bilo na dan 31. decembra 2007 v Sloveniji število ženskih oseb z imenom Simona: 5.880. Med vsemi ženskimi imeni pa je ime Simona po pogostosti uporabe uvrščeno na 45. mesto.

## Osebni praznik
V koledarju je ime  Simona uvrščeno k imenu Simon.